# Omeka
Omeka（オメカ）は、オンラインのデジタルコレクションのためのフリーでオープンソースのコンテンツ管理システム。文化遺産をオンライン上で発行したり展示することができるウェブアプリケーションであり、テーマとプラグインで機能を拡張することができる。DSpaceやFedora Commonsなどの伝統的な機関リポジトリソフトウェアと比較すると軽量なソリューションであり、Omekaは簡易なDublin Core メタデータ標準を使用して表示することにフォーカスしている。
現在ではニューヨーク公共図書館やニューベリー図書館のほか多くの小さな博物館や歴史に関する団体で利用されている。Missouri School of JournalismはPictures of the Year Internationalの38,000点の写真のアーカイブを共有するのにOmekaを使用している。
Omekaはジョージ・メイソン大学のRoy Rosenzweig Center for History and New Mediaによって開発され、アンドリュー・メロン財団から助成を受け、キュレーション教育に用いられている。